# ピラニア3D
『ピラニア3D』（Piranha 3D）は、2010年のアメリカ映画。1978年のアメリカ映画『ピラニア』のリメイクであり、アレクサンドル・アジャが監督した。本作はポストプロダクション時に3D変換され、3D映画として公開された。
映像ソフトのうち3D再生に対応したBlu-ray 3D版は劇場公開時と同じ作品名で発売されたが、通常のBlu-rayやDVD、配信サイトなどにおけるタイトルは『ピラニア』となっている。

## ストーリー
春の観光シーズン。アメリカ・アリゾナ州のヴィクトリア湖畔でボートを浮かべブラックバス釣りをしていたマシュー・ボイドは、突如発生した地震による湖底の地割れから大量に現れたピラニアの群れに襲われる。女性保安官ジュリー・フォレスターの息子ジェイクは、自称映画監督のデリック・ジョーンズから、ビーチで開催される祭を収録するため周辺の案内を依頼された。
一方、浜辺にマシューの無残な遺体が上がったことから、ジュリーは海洋学者の調査団を派遣させる。ジェイクはジュリーから言いつかった妹のローラとゼインの子守りを逃れ、たまたま居合わせた幼馴染のケリー・ドリスコルと共にデリックの撮影に参加。監視の目を離れたローラ達はボートで孤島へ向かい、ボートをなくして遭難する。ジュリーら調査団一行はピラニアを発見、魚類に詳しいカール・グッドマンに見せたところ、これがかつてコロラド川に生息していたが200万年以上前に氷河期の到来で絶滅したピラニアの祖先「パイゴセントラス・ナッテリー」がより凶暴化した危険種だと判明、ビーチを閉鎖しないと大惨事になることが示唆された。しかし、ビーチでは既に祭が始まっており、保安官の警告では湖で遊ぶ観光客たちを抑えられなくなっていた。一方ジェイクは撮影に参加している途中、ローラたちを発見し船で救助に向かう。しかし二人を乗せた後、船が藻にひっかかり動きがとれなくなる。そのときビーチでは大量のピラニアが集まった人々に襲いかかり、惨状を呈していた。ジェイクたちの乗った船もいったんは動き始めたが、今度は岩に座礁し船底に穴があき沈み始める。ビーチでは地獄のような惨劇が繰り広げられていたが、ジェイクとローラたちの危機を知ったジュリーが救出に向かう。ジュリーは難破した船にロープをかけ、ローラとゼインを救い出すが、ジェイクは船室に閉じ込められているケリーを救うため、危険を冒して海中に潜り、船を爆発させてその隙に二人は脱出をはかる。

## キャスト
| 役名                         | 俳優                          | 日本語吹替 |
| ---------------------------- | ----------------------------- | ---------- |
| ジュリー・フォレスター保安官 | エリザベス・シュー            | 三石琴乃   |
| ノヴァク・ラドジンスキー     | アダム・スコット              | 小山力也   |
| デリック・ジョーンズ         | ジェリー・オコンネル          | 東地宏樹   |
| ファロン保安官代理           | ヴィング・レイムス            | 出川哲朗   |
| ケリー・ドリスコル           | ジェシカ・ゾア                | 坂本真綾   |
| ジェイク・フォレスター       | スティーブン・R・マックイーン | 櫻井孝宏   |
| ダニー                       | ケリー・ブルック              | 白石涼子   |
| ローラ・フォレスター         | ブルックリン・プルー          | 釘宮理恵   |
| ゼイン・フォレスター         | セイジ・ライアン              | 田村ゆかり |
| コンテスト司会者             | イーライ・ロス                | 勝杏里     |
| カール・グッドマン           | クリストファー・ロイド        | 穂積隆信   |
| マシュー・ボイド             | リチャード・ドレイファス      | 柴田秀勝   |
| クリスタル                   | ライリー・スティール          | 福井美樹   |
| トッド                       | コーディー・ロンゴ            | 加藤拓二   |
| ブレット                     | ブライアン・クーバッハ        | 新田英人   |
| グッドマン夫人               | デブラ・コーウィン            | 石田嘉代   |
| ポーラ                       | ディナ・メイヤー              | 原島梢     |

## 製作
当初はチャック・ラッセルが監督する予定であり、また、ラッセルはピーター・ゴールドフィンガーとジョシュ・ストールバーグの脚本を書き直し、オリジナル版のジョン・セイルズの脚本を組み込もうとした。最終的にアレクサンドル・アジャが監督に選ばれた。
製作開始は2008年末を予定していたが、2009年3月まで延期された。
撮影は2009年6月にアリゾナ州のレイク・ハヴァス・シティのハバス湖で行われた。また、水は撮影のために赤く染められた。
アジャは2Dで撮影された本作をポストプロダクション時に3Dに変換した。2010年公開された他の3Dコンバート映画とは異なり、急な思いつきで変換されたわけではなく、そして本作は初めて評論家に好意的に評された後付け3D映画のひとつとなった。

## サウンドトラック
レイクショア・レコーズよりサウンドトラックアルバムが発売された。

### トラックリスト
| #   | タイトル                                                    | 作詞・作曲                                                                                     | アーティスト                           | 時間 |
| --- | ----------------------------------------------------------- | ---------------------------------------------------------------------------------------------- | -------------------------------------- | ---- |
| 1.  | 「Get U Home」                                              | Cisco Adler & Aaron Smith                                                                      | Shwayze                                | 3:14 |
| 2.  | 「Shake Shake」                                             | Emmanuel Duncan & Leviticus                                                                    | Envy feat. Leviticus                   | 3:25 |
| 3.  | 「Here She Comes」                                          | Geoff Segel & Nik Frost                                                                        | Flatheads                              | 3:34 |
| 4.  | 「Make It Take It」                                         | Amanda McGrath, Alex Epton, Mario Andreoni, Santi White & Tyler Pope                           | Amanda Blank                           | 2:27 |
| 5.  | 「Bring the Noise (Remix Pump-kin Edit)」                   | Carlten Ridenhour, Eric Sadler & Hank Shocklee                                                 | Public Enemy vs. Benny Benassi         | 3:39 |
| 6.  | 「She Moves」                                               | Jason O'Bryan, Barry Ashworth & Ter K. Lawrence                                                | Dub Pistols                            | 3:12 |
| 7.  | 「Flower Duet from Lakmé」                                  | Léo Delibes                                                                                    | Adriana Kohutkova & Denisa Slepkovska  | 6:37 |
| 8.  | 「Nadas Por Free」                                          | Willy "Wil-Dog" Abers, Ulises Bella, Raul Pacheco, Justin Porée, Asdru Sierra & Jiro Yamaguchi | Ozomatli                               | 2:57 |
| 9.  | 「Come and Get It」                                         | Eli Paperboy Reed, Ryan Spraker & Michael Montgomery                                           | Eli Paperboy Reed                      | 3:33 |
| 10. | 「Now You See It (Benny Benassi & Dj Shimik Extendet Mix)」 | Armando C. Perez, Justin Roman, Vince Garcia, Tony Arazadon & Richard Bailey                   | Honorebel feat. Pitbull & Jump Smokers | 3:25 |
| 11. | 「M.A.D.」                                                  | James Smith, Alice Spooner, Daniel Rice, Nick Rice & Chris Purcell                             | Hadouken!                              | 3:25 |
| 12. | 「I'm in the House」                                        | Steve Aoki, William Adams & Justin Bates                                                       | Steve Aoki feat. Zuper Blahq           | 3:24 |

### サウンドトラック未収得曲
- "Show Me the Way to Go Home" by Mitch Mitter & The Gang
- "I'm Not A Whore" by LMFAO
- "Fetish" by Far East Movement
- "Girls on the Dance Floor" by Far East Movement

## 公開
北米における劇場公開日は2010年4月16日を予定していたが延期され、同年8月27日の公開が計画された後、1週間早まった2010年8月20日に公開された。予告編第一弾は『アバター』公開時に、第二弾は『エルム街の悪夢』や『インセプション』の公開時に上映された。2010年7月24日にコミコン・インターナショナルでプロモーションが行われる予定であったが、公開予定だった映像の一部が不適切であるとされ、取りやめになった。
日本では翌年の2011年8月27日に劇場公開された。

### 興行収入
北米では公開週末3日間で1010万6872ドルの興行収入を挙げ、初登場6位となった。

### 評価
Rotten Tomatoesでは120のレビューで73%が支持して「フレッシュ」となり、平均点は10点満点で6.2点となった。Metacriticでの偏差は20のレビューで100点満点中53点となった。

## 続編
映画の成功を受け、ディメンション・フィルムズは続編の企画を発表。続編のタイトルは『ピラニア リターンズ』で、ジョン・ギャラガーが監督し、パトリック・メルトンとマーカス・ダンスタンが脚本を執筆。2012年6月1日に公開された。